# ابواحمد هروی
ابواحمد سامی هروی، از شاعر هراتی است. بیت زیر از شعرهای او درباره شهر هرات است.
| هرات ارض خصبها واسع   |  | و نبتها اللفاح و النرجس |
| ما احد منها الی غیرها |  | یفرج الا بعد ما یفلس    |